# Consejería profesional
La Consejería Profesional es una ciencia y arte que integra conocimientos del campo de la teología, psicología, sociología, antropología, medicina, educación y ética con la intención de asistir al ser humano en su proceso de crecimiento y despliegue integral. La integración de estas ciencias permite a los profesionales de la consejería usar un abordaje multidimensional a fin de atender las necesidades físicas, espirituales, emocionales y sociales de los consultantes. Esta sanidad integral ocurre gracias a muchos factores que interactúan pero tiene como centro la calidez y afecto de la relación empática entre los profesionales de la consejería y los consultantes. Las estrategias de ayuda y de intervención se nutren de la resiliencia, fortaleza y sentido de esperanza de los consultantes y a partir de allí en mutua colaboración se divisan planes de cambio para una vida más plena y un bienestar total más satisfactorio (Montilla y Medina, 2005). 
Asimismo es una estrategia de ayuda que parte de la premisa que todo ser humano pertenece a una familia, a una comunidad, a una sociedad y a una cultura universal donde los intercambios e interacciones son de naturaleza mutua y recíproca. Los profesionales de la consejería familiar abordan a los consultantes teniendo en mente al organismo vivo o biosistema a los cuales pertenecen y al establecer la relación terapéutica de manera activa y conjunta se usan estrategias de ayuda integral que conduzcan al bienestar personal y familiar. Las familias, así, como los demás seres vivos experimentan desarrollos evolutivos los cuales son altamente influidos por factores biológicos, ambientales y culturales y que dependiendo del tipo de influencia éstos pueden estimular al crecimiento o al estancamiento. La Consejería Familiar intenta asistir a las personas y a las familias en la identificación de los factores que estén sofocando o deteniendo su crecimiento y desarrollo integral y en colaboración se buscan estrategias de cambio que promuevan una vida familiar más plena y abundante (Montilla, 2004).
La especificidad de la Consejería Profesional se puede resumir en tres dimensiones las cuales se abordan teniendo en mente primero las fortalezas y el contexto sociocultural y ecológico del ser humano:
1. Prevención de problemas personales y relacionales debilitantes.
2. Promoción del crecimiento personal y social desde una perspectiva holística.
3. Resolver y remediar los problemas de origen cognitivo, emocional, social y espiritual que puedan estar impidiendo el florecimiento y despliegue del bienestar integral de la persona y de su comunidad (Montilla, 2004).

La Consejería Profesional como un esfuerzo transdisciplinario de estudio y acción cuyo objetivo es la comprensión integral de las potencialidades y sistemas eco-relacionales de las personas y comunidades a fin de promover el desarrollo integral. La Consejería Profesional se nutre de todos los aportes de las ciencias humanas, pero no es asimilable a ninguna de éstas, en tanto cada una de ellas posee específicas áreas de competencias que toman aspectos parciales de esta propuesta. Esta disciplina se fundamenta en el saber que el ser humano, como tal, y como todo organismo vivo, cuando encuentra condiciones adecuadas para su crecimiento, lo ejecuta en el sentido de la realización y proyección de sus potencialidades inherentes (Montilla y Vilera, 2007).